# Miel de naranjas

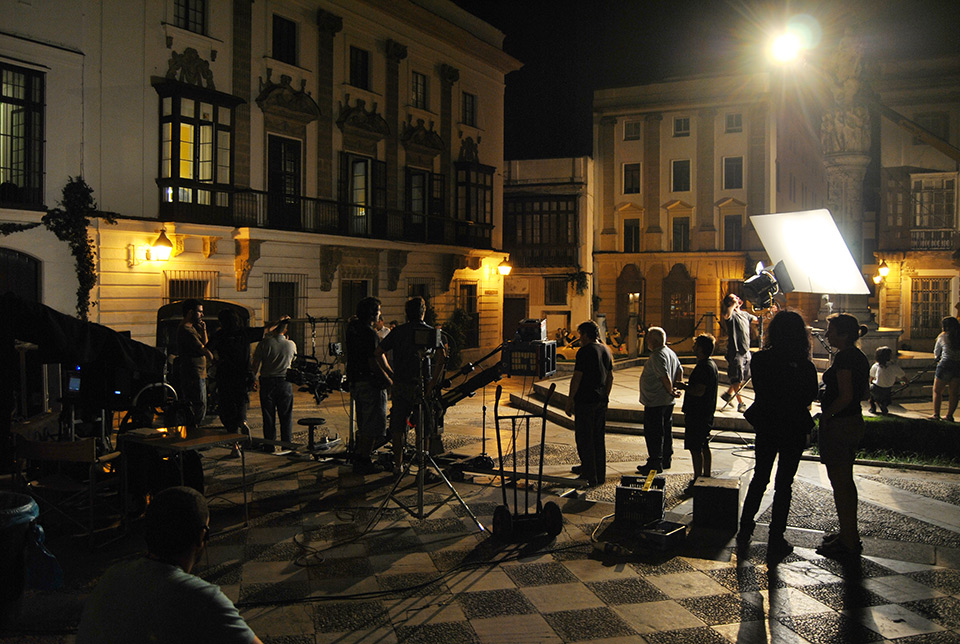
Rodagem do filme em Xerez da Fronteira.

Miel de naranjas (Doce Amargo Amor (título em Portugal) ou Mel de Laranjas (título no Brasil)) é um filme luso-espanhol de 2012, realizado por Imanol Uribe e baseado no argumento original de Remedios Crespo, que define os anos seguintes da Guerra Civil Espanhola. O filme foi rodado em Xerez da Fronteira. Estreou-se nos cinemas de Portugal a 9 de outubro de 2014.

## Elenco
- Iban Garate como Enrique
- Blanca Suárez como Carmen
- Karra Elejalde como Dom Eladio
- Eduard Fernández como Vicente
- Carlos Santos como Ramos
- Nora Navas como Miel
- Ángela Molina como María
- Jesús Carroza como Fernando
- Bárbara Lennie como Ana
- Antonio Dechent como Coronel Camacho
- José Manuel Poga como Leopoldo